# Војо Масловарић
Војимир Војо Масловарић (Драгосава, код Берана, 10. фебруара 1914 – Челинац, код Бања Луке, 22. децембар 1942), учесник Народноослободилачке борбе и народни херој Југославије.

## Биографија
Рођен је 10. фебруара 1914. године у селу Драгосава, код Берана. Потицао је из сиромашне сељачке породице. Имао је свега три године када је остао без оца Михаила. С мајком, братом и сестром, уз помоћ стрица Душана, провео је прве године живота. Изузетно је тешко живео, није имао средстава чак ни за редовно похађање основне школе. Захваљујући својој упорности завршио је четири разреда основне школе. После тога је помагао мајци у обрађивању њиховог малог имања.
Иако није имао средстава да се даље школује није га напуштала жеља за образовањем. Дружио се са школованим младићима и преко њих набављао разне књиге, јер је волео доста да чита. Почео је од старих песмарица и јуначких прича, а касније стигао до руских класика Горког, Гогоља, Толстоја и др. Преко студената из његовог краја, упознао се са револуционарним студентским покретом и његовим акција и добио прва сазнања о марксизму.
Године 1935. формирана је у Беранама партијска организација КПЈ, а убрзо потом је оживео и рад Савеза комунистичке омладине Југославије (СКОЈ). Већ наредне 1936. године Војо је постао члан СКОЈ-а. Веома брзо се истакао као добар партијски радник, који је са веома добром способношћу тумачио ставове КПЈ, па је наредне 1937. године био примљен у чланство Комунистичке партије Југославије (КПЈ).
Због револуционарног рада био је неколико пута хапшен и прогањан од полиције. Године 1939. је био осуђен на шест месеци робије, коју је издржао у Билећи. У време демонстрација у селу Заград, код Берана разоружао је командира жандармеријске станице Горажда кад је покушао да га ухапси.
Учествовао је у Априлском рату 1941. године, а након капитулације Југословенске војске, с фронта према Албанији вратио се са пушкомитраљезом. Одмах се укључио се у рад на припреми организовања устанка. У току Тринаестојулског устанка учествовао је у борбама за ослобођење Берана и другим акцијама.
Октобра 1941. године добио је задатак да у Беранама уништи италијанског шпијуна Томицу Чукића. Прерушен у сељака муслимана, ушао је у град и наочиглед италијанског стражара и масе народа, убио шпијуна Чукића на улазу у зграду италијанске префектуре. Затим је прибрано, поред италијанских војника, прешао улицу и потом напустио град. Након овог подвига, међу осталим борцима из Беранског краја почела се стварати легенда о њему као — „неустрашивом, хладнокрвном и сналажљивом борцу”.
Учествовао је у Пљеваљској бици, 1. децембра 1941. године, током које се истакао у јуришу на град, а потом у пробоју из непријатељског обруча и извлачењу из града. Након ове битке, Војо је био међу 60 добровољаца Комског батаљона за одлазак у тада формирану Прву пролетерску ударну бригаду. Са овом бригадом учествовао је у борбама на Романији, Игману, Калиновику, Улогу, Сињајевини, Коњицу, Бугојну, Ливну, Кључу, Јајцу и др. Истицао се у многим борбама. Јануара 1942. године, у борби на Добровини, с пушкомитраљезом је упао међу усташе, изненадио их и многе побио, а потом је, када је стигао оклопни воз, омогућио извлачење своје чете. У борби с четницима Павла Ђуришића, 3. јуна 1942, на Добром Долу, на Дурмитору, у току ноћи је с групом бораца неопажено ушао међу четнике, изненада их напао и створио панику. Августа 1942. године, током борбе за Ливно је, заједно с Мирком Нововићем и групом бораца, разоружао више од стотину домобрана и усташа.
Погинуо је у борби са Немцима у селу Челинац, код Бања Луке 22. децембра 1942. године. Заједно са њим погинуо је и његов друг из батаљона Михаило Недовић.
Указом Президијума Народне скупштине Федеративне Народне Републике Југославије проглашен је 12. јула 1949. године.